# …But Seriously
 (juin 2021).
Si vous disposez d'ouvrages ou d'articles de référence ou si vous connaissez des sites web de qualité traitant du thème abordé ici, merci de compléter l'article en donnant les références utiles à sa vérifiabilité et en les liant à la section « Notes et références ».
Albums de Phil Collins
No Jacket Required
(1985) Serious Hits… Live!
(1990)
… But Seriously est le quatrième album studio du batteur britannique, Phil Collins, sorti le 7 novembre 1989. Il a été enregistré au studio The Farm dans le Surrey en Angleterre et aux studios A&M de Los Angeles. Il est sorti le 24 novembre 1989 chez Virgin Records au Royaume-Uni et en Irlande, chez Atlantic Records aux États-Unis et au Canada, ainsi que chez WEA Music dans le reste du monde. Il fut la meilleure vente en Angleterre pour l'année 1990.
Il s'est vendu à plus de 20 millions d'exemplaires, la seconde meilleure vente après No Jacket Required sorti quatre ans plus tôt.

## Analyse de l'album
Alors que cet album suit à peu près la même formule que son prédécesseur, No Jacket Required, ici toutefois Phil Collins délaisse la boite à rythmes pour se concentrer plus sur les percussions et la batterie acoustique. Il y a aussi une pièce instrumentale, Saturday Night and Sunday Morning, qui rappelle un peu les pièces instrumentales à saveur jazz de ses deux précédents albums solos ainsi que ce qu'il a fait avec Brand X. Cette pièce annonce aussi l'album à venir, A Hot Night In Paris du groupe The Phil Collins Big Band, qui sera publié en 1999 en CD et en DVD Bonus en 2010 sur Phil Collins Live At Montreux.
La plupart des chansons de l'album sont socialement et politiquement engagées. That's Just the Way it Is parle de la guerre en Irlande, Colours (qui dure presque 9 minutes) traite de l'Apartheid en Afrique du Sud, Another Day in Paradise raconte la dure réalité des sans-abri alors que Heat on the Street est sur le sujet des émeutes urbaines.
Something Happening on the way to Heaven était une chanson écrite originellement pour le film The War of the Roses. Danny Devito avait appelé Phil pour lui demander d'écrire une chanson pour son film. Il écrivit cette chanson, inspiré par la romance de ce film, toutefois elle ne fut pas retenue et Phil décida de la garder pour cet album.
All of my life parle de sa relation difficile avec son père (décédé en 1972) et de son sentiment de culpabilité de ne pas s'être réconcilié avec lui avant sa mort, tandis que Father to Son est une ballade dédiée à son fils Simon.
Le CD inclut deux chansons ne figurant pas sur le vinyle et les cassettes audio: Heat on the Street et Saturday Night and Sunday Morning

## Musiciens invités
À noter les invités célèbres présents pour cet album : David Crosby aux chœurs sur deux chansons, That's Just the Way It Is et Another Day in Paradise. Phil lui rendra la pareille en faisant les chœurs et en jouant de la batterie et des claviers sur la chanson Hero, qu'il a d'ailleurs majoritairement écrite, sur l'album Thousand Roads de David Crosby.
On retrouve aussi Stephen Bishop aux chœurs sur Do you remember? et Phil jouera aussi sur 4 albums de ce dernier.
Eric Clapton vient éclairer de sa guitare typique le blues I wish it would rain down, alors que Steve Winwood prête son talent d'organiste pour All of my life.
Pas moins de trois bassistes assistent Collins sur cet album : Leland Sklar, Nathan East et Pino Palladino et le guitariste attitré de Sting, Dominic Miller, accompagne Daryl Stuermer.
Thomas Washington, qui a écrit avec Phil la pièce Saturday Night and Sunday Morning, est Tom Tom 84 qui fait les arrangements des cuivres pour les Phenix Horns. Il est aussi associé avec le groupe Earth, Wind & Fire, avec lequel travaille la section de cuivres.

## Accueil
Another Day in Paradise est devenu son plus grand succès en solo, se classant n.1 dans de nombreux pays dont l'Allemagne, le Canada, la Suisse et les États-Unis. Au Royaume-Uni, le single se classe n.2. L'immense succès du single permet à l'album de connaitre un départ fulgurant. L'album se retrouve n.1 dans plusieurs pays (au Royaume-Uni, aux États-Unis, en Australie, etc.) et il devient son plus gros succès en Europe (notamment en Allemagne et au Royaume-Uni, où il fait partie du top 10 des albums les plus vendus de tous les temps).
Aux États-Unis, les singles se vendent bien (quatre singles atteignent le top 5, dont Another Day in Paradise qui atteint la 1ère place) et à la fin de 1990, ...But Seriously devient le 2e album le plus vendu de l'année, derrière Rhytm Nation 1814 de Janet Jackson. L'album se vendra à plus de 4 millions d'exemplaires durant la période 1989-1990.
En France l'album est classé n°144 du top albums.

## Titres

### Édition disque compact
Toutes les chansons sont écrites et composées par Phil Collins (excepté celles indiquées) :.
| No  | Titre                                                                                        | Durée |
| --- | -------------------------------------------------------------------------------------------- | ----- |
| 1.  | Hang in Long Enough                                                                          | 4:44  |
| 2.  | That's Just the Way It Is                                                                    | 5:20  |
| 3.  | Do You Remember?                                                                             | 4:36  |
| 4.  | Something Happened on the Way to Heaven (paroles: Collins, musique: Collins, Daryl Stuermer) | 4:52  |
| 5.  | Colours                                                                                      | 8:51  |
| 6.  | I Wish It Would Rain Down                                                                    | 5:28  |
| 7.  | Another Day in Paradise                                                                      | 5:22  |
| 8.  | Heat on the Street                                                                           | 3:51  |
| 9.  | All of My Life                                                                               | 5:36  |
| 10. | Saturday Night and Sunday Morning (Collins, Thomas Washington)                               | 1:26  |
| 11. | Father to Son                                                                                | 3:28  |
| 12. | Find a Way to My Heart                                                                       | 6:08  |

### Édition vinyle
| 1. | Hang in Long Enough       | 4:44 |
| 2. | That's Just the Way It Is | 5:20 |
| 3. | Find a Way to My Heart    | 6:08 |
| 4. | Colours                   | 8:51 |
| 5. | Father to Son             | 3:28 |

| 1. | Another Day in Paradise                 | 5:22 |
| 2. | All of My Life                          | 5:36 |
| 3. | Something Happened on the Way to Heaven | 4:52 |
| 4. | Do You Remember?                        | 4:36 |
| 5. | I Wish It Would Rain Down               | 5:28 |

## Musiciens
D'après le livret :
- Phil Collins – chant (1–9, 11, 12), claviers (1-9, 11, 12), batterie (1, 4-12), percussions (2, 3, 10, 12), tambourin (6, 8)
- Steve Winwood – orgue Hammond (9)
- Daryl Stuermer – guitare (1–4, 8, 11, 12)
- Dominic Miller – guitare (1, 4, 5, 7, 9)
- Eric Clapton – guitare (6)
- Nathan East – basse (1, 4)
- Leland Sklar – basse (2, 5, 7-12)
- Pino Palladino – basse (3, 6)
- Phenix Horns - cuivres (1, 4, 5, 10, 12) :
  - Don Myrick – saxophone, solo saxophone alto (9)
  - Louis Satterfield – trombone
  - Harry Kim – trompette
  - Rhamlee Michael Davis – trompette
- Alex Brown, Marva King et Lynne Fiddmont – chœurs (1, 4, 8, 9)
- David Crosby – chant (2, 7)
- Stephen Bishop – chant (3)

## Production
- Phil Collins et Hugh Padgham ; production et mixage
- Hugh Padgham ; ingénieur du son
- Assisté par Ed Goodreau (Los Angeles) et Simon Osbourne